# Distretto di Aïn Babouche
Il distretto di Aïn Babouche è un distretto della provincia di Oum el-Bouaghi, in Algeria, con capoluogo Aïn Babouche.

## Comuni
Sono comuni del distretto:
- Aïn Babouche
- Aïn Diss